# Rockson
Rockson is een Brits historisch merk van motorfietsen.
De bedrijfsnaam was J.S. Rockson & Sons, Beecher Works, Cradley.
De smid Joseph Rock richtte het bedrijf aan Beecher Road in Cradley in 1886 op. Hij ging er aandrijfkettingen en ander perswerk maken. In 1901 traden zijn zoons Albert en William toe tot het bedrijf. Men maakte toen kettingen, soldeerbouten en splitpennen. Het bedrijf groeide snel. Men ging ook draaibanken en boormachines met een Tangye gasmotor leveren. Na de Eerste Wereldoorlog werd een tweede bedrijf aan Banner's Lane in Cradley geopend. Hier werden overtollige oorlogsvoorraden verkocht.
De jongere broers Harry, Sim, Cliff en Arthur waren geïnteresseerd in motorfietsen en bouwden een prototype met een zijklepmotor. Harry deed het meeste ontwikkelingswerk en in 1920 kwam de eerste Rockson motorfiets op de markt. Men maakte meteen drie uitvoeringen:
- Model A werd uitgevoerd zonder versnellingen of koppeling en had de riemaandrijving vanaf de krukas naar het achterwiel en kostte 56 Pond
- Model B had twee versnellingen en een Burman versnellingsbak en riemaandrijving en kostte 65 Pond
- Model C had eveneens een Burman versnellingsbak met twee versnellingen, een handbediende koppeling en een kickstarter en kostte 73 Pond.

Bij alle productiemodellen was de zijklepmotor vervangen door een 250 cc 2¾ pk Villiers tweetaktmotor, maar vreemd genoeg hadden alle demonstratiemodellen een 250 cc Blackburne motor en dat waren dus zeer waarschijnlijk zijklepmotoren. De carburateurs kwamen van Amac, Brown of Barlow, de aandrijfriemen van Dunlop of Pedley en de banden van Dunlop, Palmer of Hutchison. Accles and Pollock leverde de buizen voor de frames, die gelast werden door een bedrijf in Birmingham. In de tank paste bijna 7 liter benzine en ruim 1 liter olie. Zweefzadels werden geleverd door Brookes en Lycetts. De machines waren zwart gespoten, met rode flanken op de tank en gouden biezen.
De machines werden geassembleerd in drie schuren aan Beecher Road, en niet in de fabriek zelf. Sim Rock leidde de productie en Cliff en Arthur verzorgden de verkoop. Sim testte ook alle machines en reed bovendien "reliability trials" (betrouwbaarheidsritten).
Er werden ongeveer 400 Rockson motorfietsen geproduceerd, waarvan de helft geëxporteerd werd naar India, waarschijnlijk in opdracht van het Britse leger. In 1925 eindigde de productie van de Rockson motorfietsen.
Alle broers bezaten een demonstratiemodel, en het enige overgebleven exemplaar van de Rockson motorfietsen is er een met een Blackburne-motor, waarschijnlijk uit het familiebezit. Het bevindt zich in het Black Country Living Museum in Dudley.